# Herbert Strohmair
Herbert Strohmair (Bolzano, 4 gennaio 1954) è un ex hockeista su ghiaccio italiano, di ruolo attaccante.

## Carriera

### Club
Ha giocato tutta la sua carriera tra le file dell'HC Bolzano, squadra della città dove Strohmair è nato ed ha vissuto.
L'esordio in massima serie è stato nel campionato 1971-72; vi ha militato poi ininterrottamente fino alla stagione 1984-85. Nel corso di queste stagioni, con i biancorossi ha vinto 8 scudetti: 1972-73,
1976-77,
1977-78,
1978-79,
1981-82,
1982-83,
1983-84 e 1984-85.

### Nazionale
Ha disputato poi 54 incontri con la maglia della nazionale azzurra. L'esordio avvenne l'8 marzo 1974, nel primo incontro dei mondiali di Gruppo C che il Blue Team chiuse al secondo posto, guadagnando la promozione in Gruppo B. Il primo gol in nazionale lo mise invece a segno in un'amichevole contro la DDR il 6 settembre 1975 ad Ortisei. Ha chiuso la carriera in azzurro nel 1980.

## Palmarès

### Club
- Campionato italiano: 8

Bolzano: 1972-73, 1976-77, 1977-78, 1978-79, 1981-82, 1982-83, 1983-84, 1984-85